# Pierre Dupont (poet)
Pierre Dupont, född 23 april 1821, död 25 juli 1870, var en fransk poet.
Dupont skildrade i visor, till vilka han själv skrev melodierna, livet på landet, såsom Les paysans et les paysannes (1846) med flera och blev en bondeståndets Pierre-Jean de Béranger. Senare blev han socialisternas sångare och skrev 1848 arbetarmarseljäsen Le chant des ouvriers. Den landsförvisningsdom han ådrog sig, kom inte till utförande genom inflytelse rika vänners förmedling.